# Mongomo
Mongomo – miasto we wschodniej kontynentalnej części Gwinei Równikowej. Jest stolicą prowincji Wele-Nzas, przy granicy z Gabonem. W 2005 roku liczyło 6393 mieszkańców.